# Samenstelling College van Kardinalen tijdens het conclaaf van 2013
Aan het Conclaaf van 2013 namen 115 kardinalen deel. Jorge Bergoglio werd verkozen tot paus Franciscus.

## Europa

### België
- Godfried Danneels

### Bosnië en Herzegowina
- Vinko Puljić

### Duitsland
- Joachim Meisner
- Walter Kasper
- Karl Lehmann
- Reinhard Marx
- Rainer Maria Woelki
- Paul Josef Cordes

### Frankrijk
- Philippe Barbarin
- Jean-Pierre Ricard
- André Vingt-Trois
- Jean-Louis Tauran

### Hongarije
- Péter Erdő

### Ierland
- Seán Brady

### Italië
- Giovanni Battista Re
- Tarcisio Bertone
- Dionigi Tettamanzi
- Crescenzio Sepe
- Severino Poletto
- Angelo Scola
- Ennio Antonelli
- Agostino Vallini
- Carlo Caffarra
- Angelo Bagnasco
- Paolo Romeo
- Giuseppe Betori
- Attilio Nicora
- Giovanni Lajolo
- Angelo Comastri
- Raffaele Farina
- Angelo Amato
- Francesco Monterisi
- Paolo Sardi
- Mauro Piacenza
- Velasio De Paolis
- Gianfranco Ravasi
- Fernando Filoni
- Antonio Maria Vegliò
- Giuseppe Bertello
- Francesco Coccopalmerio
- Domenico Calcagno
- Giuseppe Versaldi

### Kroatië
- Josip Bozanić

### Nederland
- Wim Eijk

### Oostenrijk
- Christoph Schönborn

### Polen
- Zenon Grocholewski
- Stanisław Dziwisz
- Kazimierz Nycz
- Stanisław Ryłko

### Portugal
- José da Cruz Policarpo
- Manuel Monteiro de Castro

### Slovenië
- Franc Rodé

### Spanje
- Santos Abril y Castelló
- Lluís Martínez Sistach
- Antonio Cañizares Llovera
- Carlos Amigo Vallejo
- Antonio María Rouco Varela

### Tsjechië
- Dominik Duka

### Zwitserland
- Kurt Koch

## Noord-Amerika

### Verenigde Staten
- Francis George
- Roger Mahony
- Justin Francis Rigali
- Seán Patrick O'Malley
- Daniel DiNardo
- Donald William Wuerl
- Timothy Dolan
- William Levada
- Raymond Leo Burke
- Edwin Frederick O'Brien
- James Michael Harvey

### Canada
- Thomas Christopher Collins
- Marc Ouellet
- Jean-Claude Turcotte

### Cuba
- Jaime Lucas Ortega y Alamino

### Dominicaanse Republiek
- Nicolás de Jesús López Rodríguez

### Honduras
- Óscar Andrés Rodríguez Maradiaga

### Mexico
- Juan Sandoval Íñiguez
- Norberto Rivera Carrera
- Francisco Robles Ortega

## Zuid-Amerika

### Argentinië
- Jorge Bergoglio
- Leonardo Sandri

### Bolivia
- Julio Terrazas Sandoval

### Brazilië
- Geraldo Majella Agnelo
- Odilo Scherer
- Raymundo Damasceno Assis
- João Braz de Aviz
- Cláudio Hummes

### Chili
- Francisco Javier Errázuriz Ossa

### Colombia
- Rubén Salazar Gómez

### Ecuador
- Raúl Eduardo Vela Chiriboga

### Peru
- Juan Luis Cipriani Thorne

### Venezuela
- Jorge Liberato Urosa Savino

## Afrika

### Democratische Republiek Congo
- Laurent Monsengwo Pasinya

### Egypte
- Antonios Naguib

### Ghana
- Peter Turkson

### Guinee
- Robert Sarah

### Kenia
- John Njue

### Nigeria
- Anthony Olubumni Okogie
- John Onaiyekan

### Senegal
- Theodore-Adrien Sarr

### Zuid-Soedan
- Gabriel Zubeir Wako

### Tanzania
- Polycarp Pengo

### Zuid-Afrika
- Wilfrid Fox Napier

## Azië

### China
- John Tong Hon

### India
- Ivan Dias
- Telesphore Placidus Toppo
- Oswald Gracias
- George Alencherry
- Baselios Cleemis

### Filipijnen
- Luis Antonio Tagle

### Libanon
- Béchara Boutros Raï

### Sri Lanka
- Malcolm Ranjith

### Vietnam
- Jean-Baptiste Pham Minh Mân

## Oceanië

### Australië
- George Pell